# Cyclops sylvestrii
Cyclops sylvestrii – gatunek widłonoga z rodziny Cyclopidae. Nazwa naukowa gatunku została po raz pierwszy opublikowana w 1927 roku przez włoskiego przyrodnika i biologa morskiego Alessandro Briana (1873–1969).